# Reiner Lemoine
Reiner Lemoine (* 2. Februar 1949 in Berlin; † 6. Dezember 2006) war ein deutscher Ingenieur und Unternehmer im Bereich der erneuerbaren Energien.

## Leben und Werk

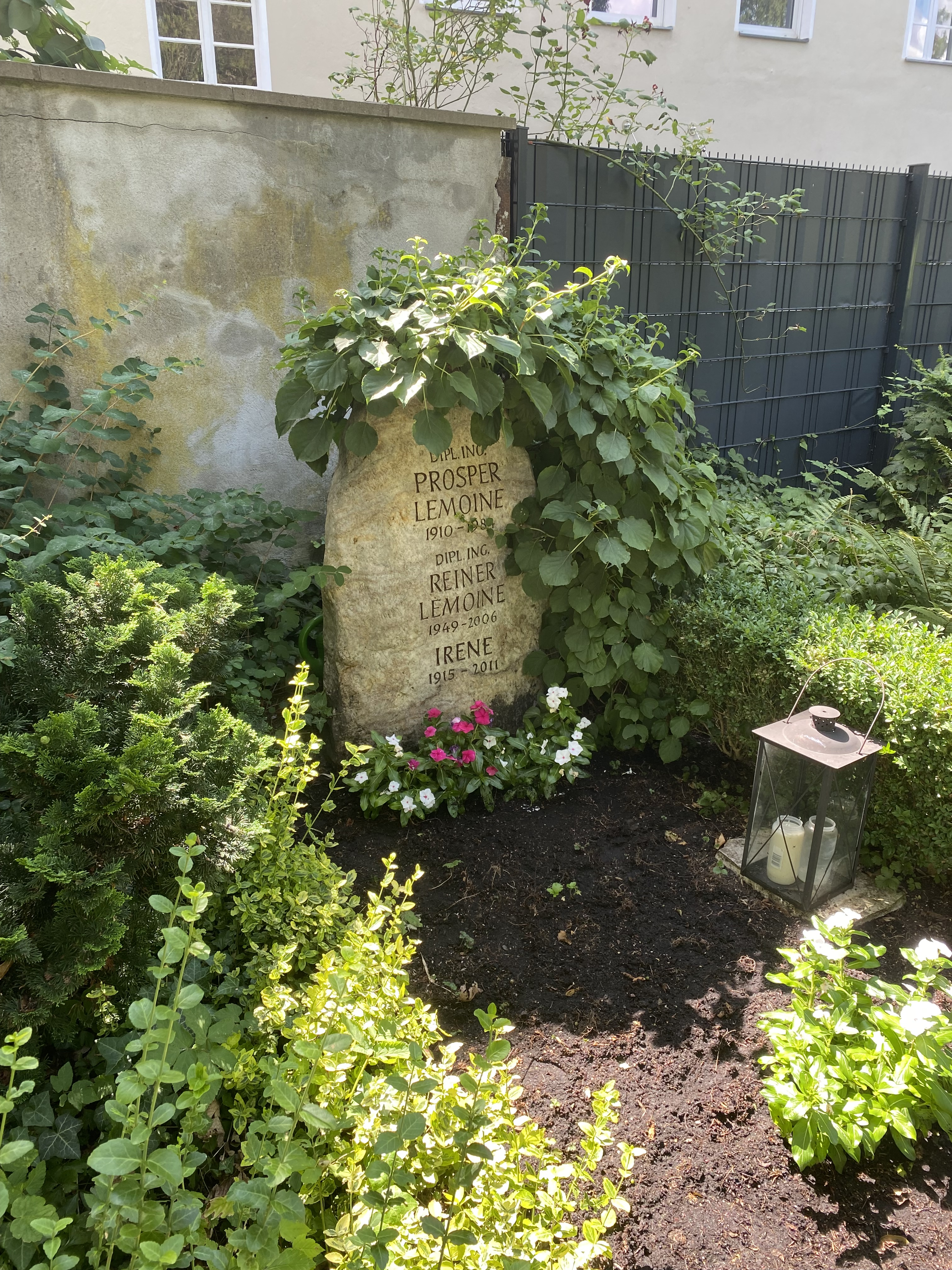
Grabstätte auf dem Friedhof Schmargendorf

Lemoine studierte Luft- und Raumfahrttechnik an der TU Berlin, sein Diplom erhielt er 1979. Noch während seines Studiums war er an der Gründung von Wuseltronik beteiligt, einem Ingenieurkollektiv mit Sitz zunächst in Berlin-Moabit, später in Berlin-Kreuzberg im Mehringhof. Diese Firma entwickelte Kompetenzen im Bereich der Meß- und Regeltechnik bei erneuerbaren Energien. Im Umfeld von Wuseltronik entstand unter anderem die Firma Kosonanz, die später den Windmessbereich von Wuseltronik übernahm und unter dem Namen Ammonit Measurement GmbH bis heute weiterbesteht. Eng war auch die Zusammenarbeit mit dem von Robert Gasch geleiteten Institut für Luft- und Raumfahrt an der TU Berlin, aus dem sich die Firma Südwind Windkraftanlagen ausgründete. Eines der ersten Projekte war 1999 eine Windkraftanlage, die zusammen mit einem Dieselaggregat eine Waldarbeitersiedlung auf Kuba versorgte.
Im Jahr 1996 gründete er mit anderen Partnern die Solon AG, die 1998 an die Börse ging. 1999 folgte der Solarzellenhersteller Q-Cells. Im Jahr 2005 gewann er zusammen mit Anton Milner für Q-Cells den Preis Entrepreneur des Jahres.
Kurz vor seinem Tode gründete er die Reiner Lemoine-Stiftung, die Stipendien an Doktoranden vergibt, die im Bereich der regenerativen Energien promovieren wollen. Im Dezember 2006 erlag er einem seit längerem diagnostizierten Hirntumor. Seine Beisetzung erfolgte auf dem Friedhof Schmargendorf.
Am 20. August 2008 weihte Bundesumweltminister Sigmar Gabriel das Reiner-Lemoine-Forschungszentrum der Q-Cells AG ein.
Im April 2010 nahm das von der Reiner Lemoine Stiftung gegründete Reiner Lemoine Institut (RLI) seine Arbeit auf. Das gemeinnützige RLI steht für umsetzungsnahe Forschung zu erneuerbaren Energien.